# Turnerův syndrom
Turnerův syndrom je vrozené onemocnění vyskytující se u žen, jehož podstatou je absence jednoho chromozomu X. Zdravé ženy mají dva ženské pohlavní chromozómy, chromozómy „X“. Proto se jejich sestava chromozómů (neboli karyotyp) označuje jako 46, XX. V této formuli značí číslo „46“ celkový počet chromozómů a „XX“ dva ženské pohlavní chromozómy X. Sestava pohlavních chromozómů je tedy v případě vrozeného onemocnění Turnerovým syndromem XO (karyotyp 45, XO) Vyskytuje se s četností 1 případu na 2500 ženských novorozenců. TS je možné diagnostikovat již prenatálně, tedy v období těhotenství. Na základě řady charakteristických znaků lze TS zjistit také brzy po narození. Jedním z prvních příznaků novorozenců s TS bývá sklon narodit se o něco dříve a mít o něco nižší porodní váhu než ostatní novorozenci. Nemusí to však být pravidlem.

## Projevy nemoci
Nemoc nemá jednoznačný soubor příznaků, řada souvisejících poruch se vyskytuje pouze příležitostně nebo jen u některých případů. Spolehlivou diagnostickou metodou je pouze genetické vyšetření.

### Poruchy růstu
Relativně nejobvyklejším je porucha růstu (bez léčení dorůstají ženy stižené TS do výšky okolo 146 cm, obvyklý rozptyl je 140–158 cm), která začne být nápadná obvykle tak ve 3–5 letech. Porucha růstu je nejčastějším důvodem pro genetické vyšetření pacientky a zjištění choroby. Problémy s růstem odvisí od toho, že kosti postižených děvčat mají z neznámého důvodu sníženou vnímavost vůči růstovému hormonu, lze je tedy do značné míry vyvážit dodáním dávky růstového hormonu navíc (aplikován je ve formě podkožní injekce). Takováto léčba však není účinná stoprocentně (byť problémy s růstem značně umenšuje) a zejména nemůže zpětně vyvážit růst, který měl již nastat v předchozích letech. Léčbu mohou provázet poruchy v hospodaření s vodou (vodnatost a otoky) a cukrem (cukrovka) v organismu – růstový hormon totiž zvýrazňuje již existující obtíže v tomto směru.

### Poruchy sluchu
Některá děvčátka s Turnerovým syndromem jeví velkou náchylnost k ucpávání Eustachovy trubice a vzniku zánětů středního ucha. Pokud se příliš často opakují, jsou vleklé či zanedbané (může se stát např. u příliš malých dětí, kdy dítě nedokáže rodičům a lékaři dát patřičně najevo svůj problém), může dojít k perforaci ušního bubínku a dalším potížím, které mohou vyústit až v částečnou či úplnou ztrátu sluchu. Výjimečně se vyskytuje i vrozená ztráta sluchu – někdy úplná, někdy jen v některých rozsazích tónů.

### Poruchy zraku
U děvčátek trpících TS se o trochu častěji objevuje šilhavost, krátkozrakost a pokleslost horních víček. Řeší se stejně jako u ostatních dětí.

### Poruchy pigmentace pokožky
U některých dívek s Turnerovým syndromem se objevují nápadné pigmentové skvrny (névy) na kůži. Problém může být zvýrazněn při léčbě růstovým hormonem. V případě výraznějších potíží v tomto směru je vhodná konzultace s dermatologem.

### Neplodnost
U většiny pacientek dochází k poruše vývoje k pohlavní dospělosti a zakrnění pohlavních orgánů, organismus také neprodukuje patřičné pohlavní hormony. Následkem je neplodnost. U dalších dochází k výraznému snížení plodnosti. Patřičná včasně započatá léčba může tyto potíže umenšit, některé neplodné pacientky mohou odnosit dítě z darovaného vajíčka. Vzhledem k zvýšenému riziku vážných kardiovaskulárních potíží v důsledku namáhání organismu v těhotenství je třeba takové umělé navození těhotenství dobře zvážit vzhledem ke zdraví pacientky. V případě těhotenství je též vysoké riziko spontánního potratu či defektů ve vývoji plodu. Donošení vlastního dítěte je z těchto důvodů velice raritní záležitost.

### Další občas se objevující poruchy
- miskovité nehty
- široký krk s kožními řasami
- nízká hranice vlasů
- zvýšené riziko kardiovaskulárních problémů
- zvýšený výskyt cukrovky
- poruchy lymfatického systému a s nimi související vodnatost

### Léčba
Včasná diagnóza (v dnešní době často už před narozením dítěte) a možnosti moderní medicíny umožňují co nejdříve zahájit příslušnou léčbu, která může velmi významně zmírnit následky této poruchy. Dívkám s TS je podáván růstový hormon, který se aplikuje denně injekčně pod kůži. Tuto léčbu předepisuje lékař specialista – endokrinolog. Léčba probíhá ve specializovaných centrech, kterých je v současné době v ČR třináct. V období dospívání je nutná hormonální substituční (náhradní) léčba. Dívkám se tedy podávají i ženské pohlavní hormony. Díky asistované reprodukci mohou i ženy s TS porodit dítě (žena získá vajíčko od dárkyně).